# (15676) Almoisheev
(15676) Almoisheev est un astéroïde de la ceinture principale.

## Description
(15676) Almoisheev est un astéroïde de la ceinture principale. Il fut découvert le 8 octobre 1978 à Naoutchnyï par Lioudmila Tchernykh. Il présente une orbite caractérisée par un demi-grand axe de 3,15 UA, une excentricité de 0,33 et une inclinaison de 4,8° par rapport à l'écliptique.

## Compléments